# Georg Wagner (Verleger)
Georg Wagner (* 1864; † nach 1917) war ein deutscher Zeitungsverleger in Posen.

## Leben und Wirken

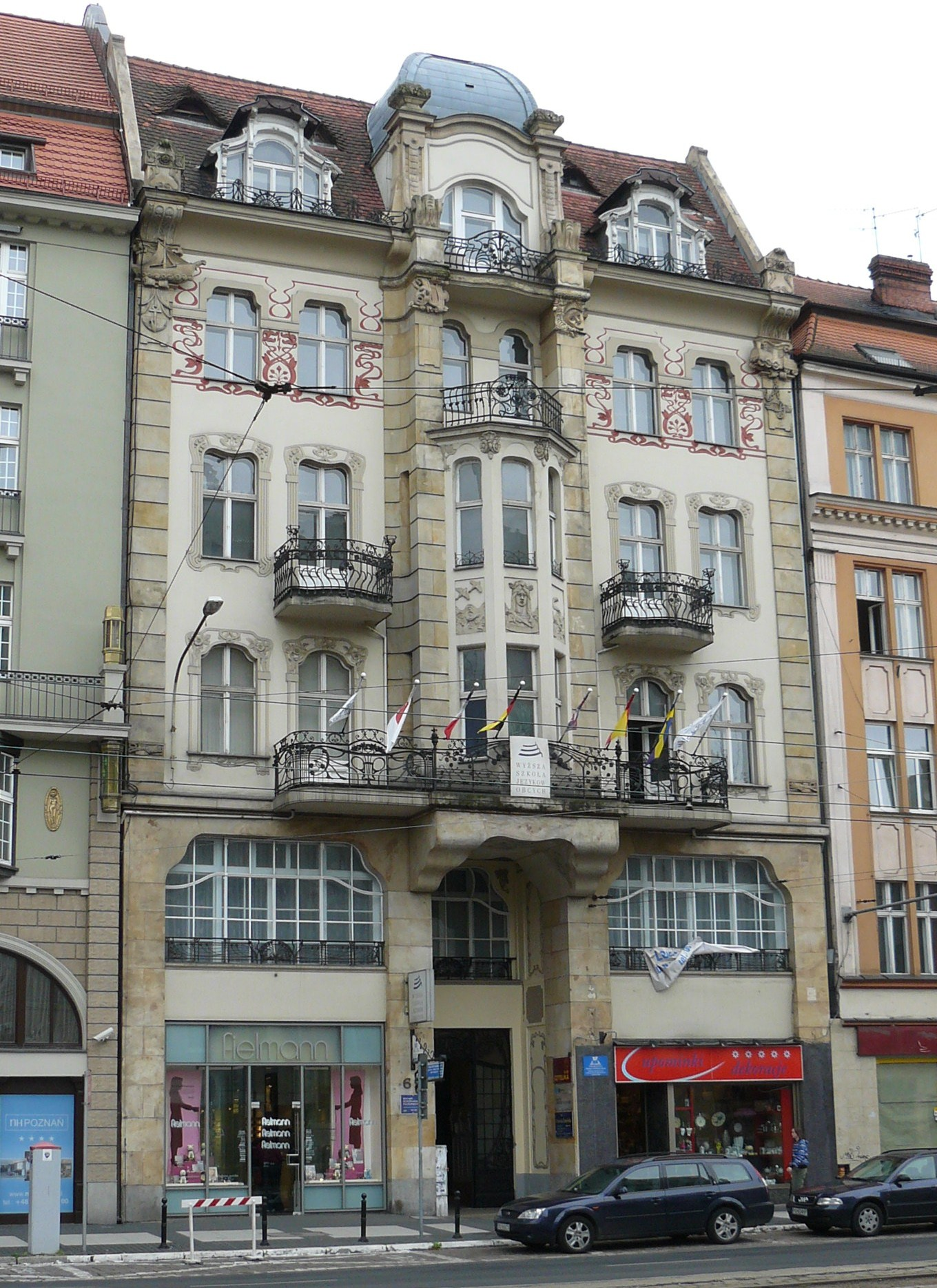
Haase-Wagner-Haus Poznań

Georg Wagner wurde Zeitungsjournalist. Seit etwa 1894 war er Chefredakteur der Posener Zeitung. 1899 gründete er die Posener Neuesten Nachrichten. Der Redaktionssitz war zunächst am Königsplatz 10. 1902 ließ er ein neues Verlagsgebäude zusammen mit dem Unternehmer Gustav Haase in der St. Martinstraße 87 (jetzt ul. św. Marcin 69) bauen und zog mit der Redaktion dorthin. Dieses Haus gilt heute als eines der schönsten erhaltenen Jugendstilgebäude der Stadt.
1904 wurden die Posener Neuesten Nachrichten die auflagenstärkste Tageszeitung in Posen mit 12.600 Exemplaren.
1917 war Georg Wagner noch Herausgeber der Zeitung. Sein weiteres Schicksal ist unbekannt. Der Jurist Walter Wagner (1901–1991) ist sein Sohn.